# Poputnogo vetra, Sinjaja ptica
Poputnogo vetra, Sinjaja ptica (Попутного ветра, «Синяя птица») è un film del 1967 diretto da Michail Ivanovič Eršov.